# Connarus ruber
Connarus ruber é uma espécie  de planta com flor pertencente à família Connaraceae.
A autoridade científica da espécie é (Poepp.) Planch., tendo sido publicada em Linnaea 23: 436. 1850.

## Brasil
Esta espécie  é nativa e não endémica do Brasil, podendo ser encontrada nas Regiões Norte e Centro-Oeste. Em termos fitogeográficos pode ser encontrada no domínio da Amazônia.
Ocorrem três táxons infra-específicos no Brasil.